# Cîrnățeni
Cîrnățeni è un comune della Moldavia situato nel distretto di Căușeni di 2.834 abitanti al censimento del 2004